# Championnats du monde d'escrime 2012
Navigation
Édition précédente Édition suivante
Les championnats du monde d'escrime 2012 ont eu lieu à Kiev, en Ukraine les 13 et 14 avril 2012. Deux épreuves seulement s'y sont tenues, l'épée hommes par équipes et le sabre dames par équipes, deux épreuves qui ne se dérouleront pas aux Jeux olympiques de Londres, la même année.

## Calendrier
| avril                 | avril                 | 13     | 14     | Total |
| --------------------- | --------------------- | ------ | ------ | ----- |
| Cérémonies            | Cérémonies            | ●      | ●      |       |
| Sabre par équipes     | Sabre par équipes     | Femmes |        | 1     |
| Epée par équipes      | Epée par équipes      |        | Hommes | 1     |
| Total titres décernés | Total titres décernés | 1      | 1      | 2     |

| Légende |                       |
|         | Cérémonie d'ouverture |
|         | Cérémonie de clôture  |
|         | Jour de finale        |

## Médaillés
| Épreuves                               | Or                                                                                  | Argent                                                                          | Bronze                                                                            |
| -------------------------------------- | ----------------------------------------------------------------------------------- | ------------------------------------------------------------------------------- | --------------------------------------------------------------------------------- |
| Épée                                   |                                                                                     |                                                                                 |                                                                                   |
| Hommes par équipes résultats détaillés | États-Unis- Benjamin Bratton - Weston Kelsey - Cody Mattern - Soren Thompson        | France- Gauthier Grumier - Yannick Borel - Jean-Michel Lucenay - Ulrich Robeiri | Hongrie- Gábor Boczkó - Géza Imre - András Rédli - Péter Somfai                   |
| Sabre                                  |                                                                                     |                                                                                 |                                                                                   |
| Femmes par équipes résultats détaillés | Russie- Sofia Velikaïa - Yuliya Gavrilova - Dina Galiakbarova - Ekaterina Dyachenko | Ukraine- Olha Kharlan - Olena Khomrova - Halyna Pundyk - Olha Zhovnir           | États-Unis- Mariel Zagunis - Daria Schneider - Dagmara Wozniak - Ibtihaj Muhammad |

## Épée hommes par équipes
|  | Quarts de finale | Quarts de finale |            |        | Demi-finales           | Demi-finales |  |  | Finale  | Finale |
|  | Quarts de finale | Quarts de finale |            |        | Demi-finales           | Demi-finales |  |  | Finale  | Finale |
|  |                  |                  |            |        |                        |              |  |  |         |        |
|  |                  |                  |            |        |                        |              |  |  |         |        |
|  |                  |                  |            |        |                        |              |  |  |         |        |
|  | France           | 45               |            |        |                        |              |  |  |         |        |
|  | France           | 45               |            |        |                        |              |  |  |         |        |
|  | Russie           | 36               |            |        |                        |              |  |  |         |        |
|  | Russie           | 36               | France     | 28     |                        |              |  |  |         |        |
|  |                  |                  | France     | 28     |                        |              |  |  |         |        |
|  |                  | Italie           | 27         |        |                        |              |  |  |         |        |
|  | Pologne          | Italie           | 27         | 26     |                        |              |  |  |         |        |
|  | Pologne          |                  |            | 26     |                        |              |  |  |         |        |
|  | Italie           | 45               |            |        |                        |              |  |  |         |        |
|  | Italie           | 45               | France     | 37     |                        |              |  |  |         |        |
|  |                  |                  | France     | 37     |                        |              |  |  |         |        |
|  |                  | États-Unis       | 44         |        |                        |              |  |  |         |        |
|  | États-Unis       | États-Unis       | 44         | 25     |                        |              |  |  |         |        |
|  | États-Unis       |                  |            | 25     |                        |              |  |  |         |        |
|  | Suisse           | 24               |            |        |                        |              |  |  |         |        |
|  | Suisse           | 24               | États-Unis | 10     |                        |              |  |  |         |        |
|  |                  |                  | États-Unis | 10     | Match pour la 3e place |              |  |  |         |        |
|  |                  | Hongrie          | 10         |        |                        |              |  |  |         |        |
|  | Venezuela        | Hongrie          | 10         | 26     |                        |              |  |  |         |        |
|  | Venezuela        |                  |            | 26     |                        |              |  |  |         |        |
|  | Hongrie          | 33               |            | Italie | 37                     |              |  |  |         |        |
|  | Hongrie          | 33               |            | Italie | 37                     |              |  |  |         |        |
|  |                  |                  |            |        |                        |              |  |  | Hongrie | 45     |
|  |                  |                  |            |        |                        |              |  |  | Hongrie | 45     |

## Sabre femmes par équipes
|  | Quarts de finale | Quarts de finale |            |            | Demi-finales           | Demi-finales |  |  | Finale | Finale |
|  | Quarts de finale | Quarts de finale |            |            | Demi-finales           | Demi-finales |  |  | Finale | Finale |
|  |                  |                  |            |            |                        |              |  |  |        |        |
|  |                  |                  |            |            |                        |              |  |  |        |        |
|  |                  |                  |            |            |                        |              |  |  |        |        |
|  | Russie           | 45               |            |            |                        |              |  |  |        |        |
|  | Russie           | 45               |            |            |                        |              |  |  |        |        |
|  | Allemagne        | 32               |            |            |                        |              |  |  |        |        |
|  | Allemagne        | 32               | Russie     | 45         |                        |              |  |  |        |        |
|  |                  |                  | Russie     | 45         |                        |              |  |  |        |        |
|  |                  | Italie           | 38         |            |                        |              |  |  |        |        |
|  | Chine            | Italie           | 38         | 21         |                        |              |  |  |        |        |
|  | Chine            |                  |            | 21         |                        |              |  |  |        |        |
|  | Italie           | 45               |            |            |                        |              |  |  |        |        |
|  | Italie           | 45               | Russie     | 45         |                        |              |  |  |        |        |
|  |                  |                  | Russie     | 45         |                        |              |  |  |        |        |
|  |                  | Ukraine          | 44         |            |                        |              |  |  |        |        |
|  | États-Unis       | Ukraine          | 44         | 45         |                        |              |  |  |        |        |
|  | États-Unis       |                  |            | 45         |                        |              |  |  |        |        |
|  | France           | 42               |            |            |                        |              |  |  |        |        |
|  | France           | 42               | États-Unis | 41         |                        |              |  |  |        |        |
|  |                  |                  | États-Unis | 41         | Match pour la 3e place |              |  |  |        |        |
|  |                  | Ukraine          | 45         |            |                        |              |  |  |        |        |
|  | Pologne          | Ukraine          | 45         | 40         |                        |              |  |  |        |        |
|  | Pologne          |                  |            | 40         |                        |              |  |  |        |        |
|  | Ukraine          | 45               |            | États-Unis | 45                     |              |  |  |        |        |
|  | Ukraine          | 45               |            | États-Unis | 45                     |              |  |  |        |        |
|  |                  |                  |            |            |                        |              |  |  | Italie | 36     |
|  |                  |                  |            |            |                        |              |  |  | Italie | 36     |

## Tableau des médailles
- Pays hôte

| Rang  | Nation     | Or | Argent | Bronze | Total |
| ----- | ---------- | -- | ------ | ------ | ----- |
| 1     | États-Unis | 1  | 0      | 1      | 2     |
| 2     | Russie     | 1  | 0      | 0      | 1     |
| 3     | France     | 0  | 1      | 0      | 1     |
| 3     | Ukraine    | 0  | 1      | 0      | 1     |
| 5     | Hongrie    | 0  | 0      | 1      | 1     |
| Total | Total      | 2  | 2      | 2      | 6     |